# Paulhac-en-Margeride
Paulhac-en-Margeride este o comună în departamentul Lozère din sudul Franței. În 2009 avea o populație de 107 de locuitori.

## Evoluția populației
| An        | 1975 | 1982 | 1990 | 1999 | 2006 | 2009 |
| --------- | ---- | ---- | ---- | ---- | ---- | ---- |
| Populație | 178  | 154  | 127  | 120  | 110  | 107  |